# Башавтотранс
АО «Башавтотранс» РБ — автотранспортное предприятие, охватывающее своей деятельностью весь Башкортостан. Является одним из крупнейших автотранспортных предприятий в России.

## История
Первое упоминание об автомобиле на улицах Уфы относится к 1907 году.
В 1921 году Центральным транспортным управлением Уфимской губернии на 14 грузовых и 12 легковых автомобилях перевозятся 718 пассажиров и 88711 пудов груза, продолжает лидировать гужевой транспорт.
В 1923 году БашЦИК принимает решение «Об усилении автотранспорта Башреспублики», после чего в 1924 году в Уфе открывается регулярное пассажирское движение, использующее 3 грузовика, которые дают начало автотранспорту общего пользования.
В 1929 году начинают курсировать междугородние пассажирские автобусы по маршрутам Уфа — Стерлитамак и Уфа — Бирск. В Башкирии насчитывается 42 автобуса для внутри- и междугородних перевозок. Появление автотранспорта приводит к образованию автопредприятий. В 1925 году создаётся Стерлитамакское автотранспортное предприятие, в 1928 году — Уфимское пассажирское автопредприятие № 3 с 12 грузовыми, полугрузовыми, легковыми автомашинами и 1 мотоциклом, в 1933 году — Мелеузовское автотранспортное предприятие. Строительство отечественных автозаводов (Московского и Горьковского) определило расширение автотранспорта Башкортостана и способствовало реорганизации гужевых артелей в автотранспортные предприятия. Создаются транспортные конторы и тресты, автопарк которых становится достаточно мощным.
Перед Великой Отечественной войной Башкирское управление автотранспорта имело 7 автохозяйств с парком более 500 автомобилей, из них 100 автобусов с общей вместимостью 960 пассажиров.
В 1955 году с целью объединения и развития автотранспортных предприятий создаётся Башкирский автотранспортный трест. В 1956 году образуется Ишимбайское автотранспортное предприятие.
В 1960-70 годы получено 5300 новых грузовых автомобилей, 1200 автобусов, 1000 легковых машин.
С 1946 по 1996 гг. в системе «Башавтотранса» были созданы и ныне функционируют 42 автотранспортных предприятий (9 пассажирских, 22 смешанных и 11 грузовых), расположенные в различных городах и районных центрах республики.
В августе 1967 года объединение преобразовывается в «Башкирское транспортное управление», в августе 1980 года — в «Башкирское территориальное производственное объединение автомобильного транспорта „Главбашавтотранс“» в составе Республиканского объединения «Уралавтотранс», в 1983 году — объединение преобразовывается в «Башкирское территориальное объединение автомобильного транспорта „Башавтотранс“». Изменения по наименованию объединения происходят в 1984 году, в 1988 году.
В мае 1993 года объединение преобразовано в Башкирское акционерное общество автотранспорта общего пользования «Башавтотранс», что позволило объединению работать единым производственно-хозяйственным комплексом, сохранить все предприятия и работающий персонал, обеспечить стабильную перевозку пассажиров и грузов.
На основании Указа президента РБ УП № 622 от 29 сентября 1997 года ГАО «Башавтотранс» преобразовано в Государственное унитарное предприятие автомобильного транспорта общего пользования «Башавтотранс» Республики Башкортостан.

## Структура предприятия
Структура ГУП «Башавтотранс» РБ состоит из следующих филиалов:
- Башкирский республиканский учебно-курсовой комбинат
- Башкирское предприятие транспортно-экспедиционного обслуживания населения «Баштрансагентство»
- Башкирское производственное объединение автовокзалов и пассажирских автостанций
- Башкирское управление комплектации и производственно-технического обслуживания
- Стерлитамакский завод по ремонту и изготовлению запасных частей «Автозапчасть»
- ПКЦ «Автодеталь».

Грузовые
- Уфимское грузовое автотранспортное предприятие № 1
- Уфимское грузовое автотранспортное предприятие № 4
- Уфимское грузовое автотранспортное предприятие № 8
- Стерлитамакское грузовое автотранспортное предприятие

Пассажирские
- Уфимское пассажирское автотранспортное предприятие № 1
- Уфимское пассажирское автотранспортное предприятие № 3
- Уфимское пассажирское автотранспортное предприятие № 6
- Салаватское пассажирское автотранспортное предприятие
- Стерлитамакское пассажирское автотранспортное предприятие

Смешанные
- Уфимское автотранспортное предприятие № 6
- Уфимское автотранспортное предприятие № 7
- Баймакское автотранспортное предприятие
- Белебеевское автотранспортное предприятие
- Белорецкое автотранспортное предприятие
- Бирское автотранспортное предприятие
- Бакалинское автотранспортное предприятие
- Буздякское автотранспортное предприятие
- Давлекановское автотранспортное предприятие
- Дюртюлинское автотранспортное предприятие
- Ишимбайское автотранспортное предприятие
- Караидельское автотранспортное предприятие
- Красноусольское автотранспортное предприятие
- Кумертауское автотранспортное предприятие
- Мелеузовское автотранспортное предприятие
- Мелеузовский авторемонтный завод
- Месягутовское автотранспортное предприятие
- Нефтекамское автотранспортное предприятие
- Октябрьское автотранспортное предприятие
- Самарское автотранспортное предприятие
- Сибайское автотранспортное предприятие
- Туймазинское автотранспортное предприятие
- Учалинское автотранспортное предприятие
- Чекмагушевское автотранспортное предприятие

## Современное состояние перевозок

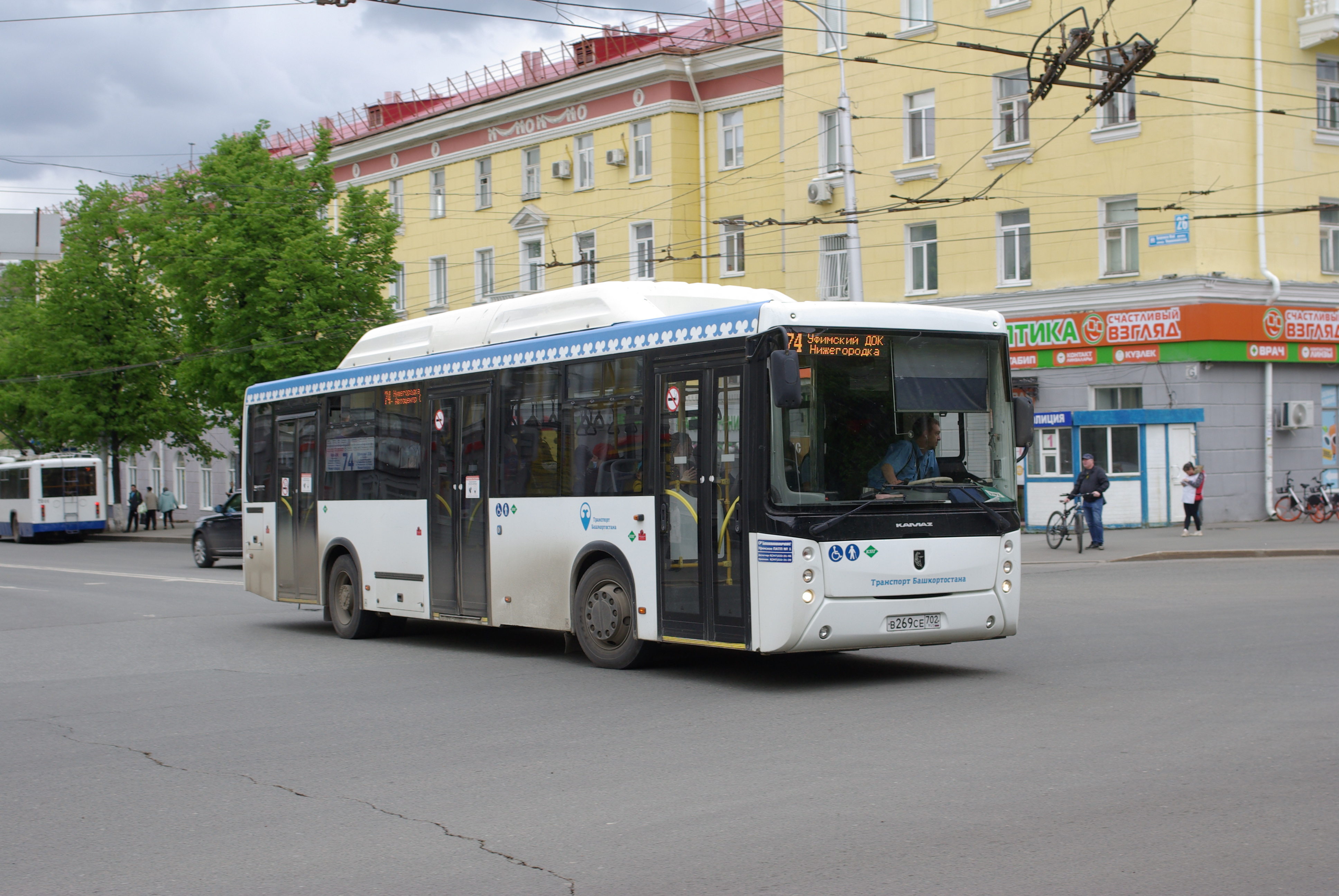
НефАЗ-5299 на маршруте № 74

В настоящее время схема обслуживания пассажиров и маршрутная сеть в Башкортостане разработана с учётом наличия автомобильных дорог, подвижного состава и устойчивого пассажиропотока.

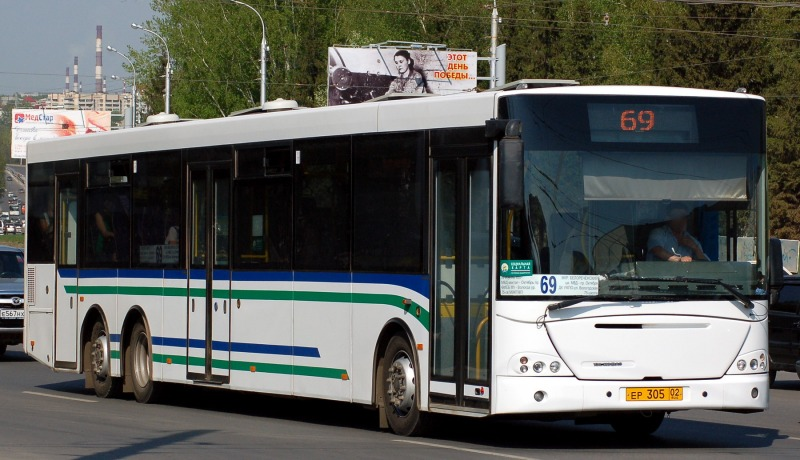
VDL-НефАЗ-52998, маршрут № 69

За последнее время произошла модернизация автопарка ГУП «Башавтотранс» за счёт приобретения маловместительных микроавтобусов Mercedes-Benz Sprinter, Mercedes-Benz Tourismo и автобусов «НефАЗ» различных модификаций, в том числе выпущенных в кооперации с голландско-бельгийской фирмой VDL, оснащённых двигателями нового поколения. Ежедневно автобусы предприятия выполняют более 15 тысяч рейсов, перевозя свыше миллиона пассажиров по городским, пригородным, междугородним и межобластным маршрутам. Общее количество автобусов, обеспечивающих пассажирские перевозки, составляет порядка 2500 единиц. С 2001 по 2007 гг. количество транспортных средств в республике увеличилось более чем на четверть, в том числе автобусов — на 33 %, легковых автомобилей — на 27 %.

## Городские автоперевозки
Основная часть населения Башкортостана живет в городах, перевозка пассажиров по внутригородским маршрутам — одно из основных направлений деятельности ГУП «Башавтотранс». Городские перевозки в Уфе составляют 75 % от общего объема перевозок, ежедневно перевозится более 800 тыс. пассажиров, выполняется 14,1 тыс. рейсов, по 210 маршрутам. На 2025 год стоимость билета на проезд в автобусах «Башавтотранс» в Уфе составляет 41 рубль наличными и по банковским картам. По карте  «АЛFA» стоимость составляет 34 рубля, при покупке билета действует бесплатная пересадка в течение часа на городском транспорте.
В результате проведения неоднозначной транспортной реформы, Башавтотранс стал монополистом в области пассажирских перевозок.

## Пригородные перевозки

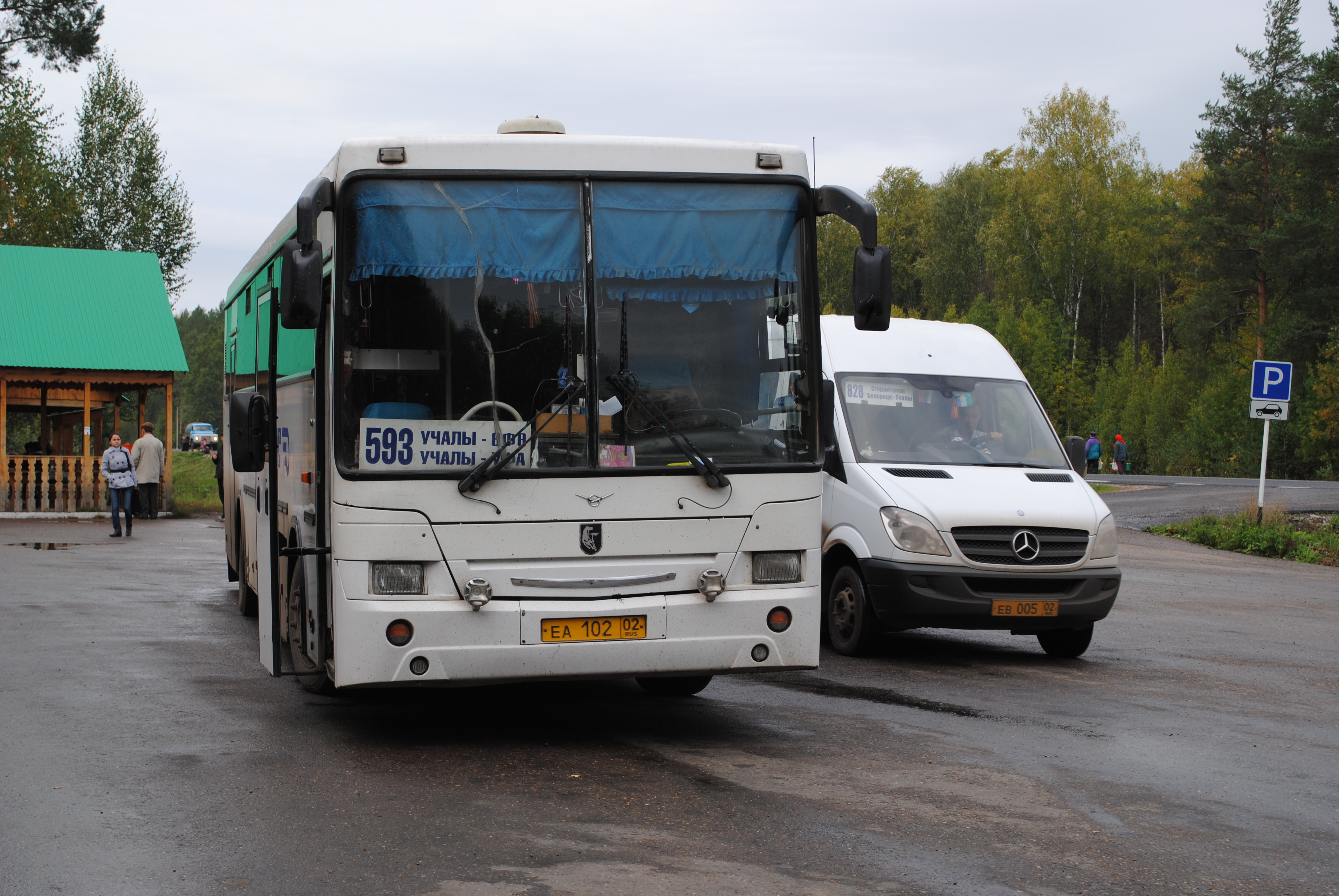
Автобусы «Башавтотранса» на междугородних маршрутах

Автобусы «Башавтотранса» обслуживают 671 маршрут, выполняя ежедневно  более 3,6 тыс. рейсов. За прошедшее десятилетие открыто 134 новых пригородных маршрута.

## Междугородние перевозки
Междугородное автобусное движение было открыто в Башкортостане в 1927 году. Тогда начали действовать 2 маршрута: «Уфа-Бирск» и «Уфа-Стерлитамак». В настоящее время АТП «Башавтотранса» работают на 236 междугородных маршрутах. За 1999—2000 гг. открыто движение по 46 и возобновлено по 15 маршрутам. Все междугородные рейсы организуют и осуществляют работники 19 автовокзалов и 58 автостанций. Ежедневно выполняется более 540 рейсов на междугородних и межобластных маршрутах. В последние годы значительное внимание уделяется развитию междугородних перевозок дальнего следования, протяженностью более 500 км. В настоящее время автобусы перевозят пассажиров из Уфы в Сургут (1790 км), Сыктывкар (1258 км), Нефтеюганск (1680 км), Анапу (2346 км), Астрахань (1821 км). Открыты регулярные рейсы в Нижний Новгород, Чебоксары, Киров, Тюмень, Актобе, Уральск, Екатеринбург, Пермь, Ижевск, Чайковский, Йошкар-Олу. Автобусы дальних рейсов работают по согласованным расписаниям на таких маршрутах, как Оренбург-Уфа-Тюмень, Челябинск-Уфа-Набережные Челны и других.

## Маршрутные такси
Маршрутные такси работают в четырёх крупных городах республики. Маршруты маршрутного такси были значительно уменьшены в связи с транспортной реформой.

## Легковые таксомоторы
Данный вид перевозок сохранен только в Уфе, Салавате и Стерлитамаке. На линии ежедневно работают около 130 единиц, выполняется порядка 8,5 тыс. платных километров. Можно вызвать такси по телефону. Около 100 радиофицированных автомобилей-такси всегда к услугам уфимцев и гостей города.
В 2007 году в связи с износом парка подвижного состава, и низкой рентабельностью перевозок таксомоторы в Уфе были ликвидированы.

## Инновации
С 1 декабря 2008 года на всех уфимских автобусных маршрутах введена автоматизированная система оплаты проезда бесконтактными картами, представленными в виде:
- Карт «Алга»
- Бессрочных пополняемых транспортных карт,
- Льготных карт-проездных (для граждан, которые могут получить государственные льготы),
- На пригородных и пригородно-городских маршрутах в Уфе, действуют только льготные и бессрочные пополняемые транспортные карты.